# نقص كوليسترول الدم
نقص كوليسترول الدم (بالإنجليزية: Hypocholesterolemia) هو وجود مستويات منخفضة من الكوليسترول في الدم بشكل غير طبيعي. وعلى الرغم من أن وجود ارتفاع في مستويات الكوليسترول الكلية (فرط الكوليسترول) يرتبط بوجود أمراض القلب والأوعية الدموية، فإن وجود خلل في إنتاج الجسم للكوليسترول يمكن أن يؤدي إلى عواقب وخيمة كذلك. الكوليسترول هو عنصر أساسي في تركيب أغشية الخلايا الثديية، وهو ضروري لإنشاء نفاذية غشاء وسيولة مناسبة. ومازال ليس واضحا ما إذا كان وجود الكوليسترول في مستوى أقل من المتوسط ضار بشكل مباشر أم لا؛ وغالبا ما يصادف ذلك في أمراض معينة.

## تصنيف
وفقا لجمعية القلب الأمريكية في عام 1994، تم تصنيف مستويات الكولسترول الأقل من 160 مل جم / ديسيلتر أو 4.1 ملي مول / لتر فقط على أنها «نقص الكولسترول في الدم». ومع ذلك، لم يتم الاتفاق على ذلك على الصعيد العالمي، ووضع البعض مستويات أقل من ذلك.

## الأسباب
الأسباب المحتملة لانخفاض نسبة الكولسترول هي:
- ستاتينات
- فرط نشاط الغدة الدرقية
- قصور الغدة الكظرية
- مرض الكبد
- سوء الامتصاص (عدم كفاءة امتصاص المواد الغذائية من الأمعاء)، كما هو الحال في مرض الاضطرابات الهضمية
- سوء التغذية
- فقد البروتين الشحمي بيتا من الدم- وهو مرض وراثي نادر يسبب خفض قراءات مستويات الكوليسترول أقل من 50 ملي جم/ ديسيلتر، وغالبا يوجد في السكان اليهود[2]
- نقص البروتين الشحمي بيتا من الدم - وهو مرض وراثي يسبب قراءات الكولسترول أقل من 50 ملي جم / ديسيلتر[2]
- نقص المنغنيز
- متلازمة سميث-ليملي-أوبيتز
- متلازمة مارفان
- اللوكيميا وغيرها من أمراض الدم[3]

## دور نقص كوليسترول الدم في المرض
مع زيادة استخدام الدواء لتقليل الكوليسترول، أعرب البعض عن قلقهم من أن خفض مستويات الكولسترول بشكل مفرط هو نفسه سوف يسبب المرض.

### بعض الأمراض المحددة الموجودة
وتشير الدراسات الديمغرافية إلى أن مستويات الكوليسترول تشكل منحنى على شكل U، عندما رسمها ضد الوفيات؛ وهذا يشير إلى أن انخفاض الكوليسترول يرتبط بزيادة معدل الوفيات، وذلك بسبب الاكتئاب، والسرطان، والسكتة النزفية، وتسلخ الأبهر، وأمراض الجهاز التنفسي. كما يمكن لأي سبب آخر يعمل على خفض مستوى الكوليسترول في الدم أن يسبب الوفيات أيضا، وأن انخفاض الكوليسترول هو مجرد علامة على سوء الصحة.
وقد دعمت الدراسات ارتباط نقص الكوليسترول في الدم مع الاكتئاب. وعلى النقيض من ذلك، لم يتم العثور على أي دليل على وجود صلة مع السكتة الدماغية النزفية (على الرغم من أن مستويات الكوليسترول في الدم أعطت حماية نسبية)، ولم تساهم أدوية ستاتين في تفاقم المخاطرة.
ولم تجد دراسة حماية القلب أي زيادة في نسبة أمراض الجهاز التنفسي أو الأمراض العصبية والنفسية في عدد كبير من السكان الذين يتناولون أدوية الستاتينات.

### كبار السن
قد يشكل انخفاض الكوليسترول خطرا على الصحة في كبار السن، والتي قد لا يوازنها الآثار المفيدة لخفض الكوليسترول. وبالمثل، بالنسبة للمرضى المسنين المحجوزين في المستشفى، قد ينبئ انخفاض الكوليسترول بالوفاة على المدى القصير.

### مرض حرج
في حالة المرض الحرج، يعتبر انخفاض مستويات الكوليسترول هي إشارة تنبؤية للتدهور الإكلينيكي، ويرتبط مع تغير مستويات السيتوكينات.